# Grand Prix de la Libération
Il Grand Prix de la Libération era una corsa a cronometro a squadre di ciclismo su strada maschile che si svolse a Eindhoven, nei Paesi Bassi, dal 1988 al 1991 nel mese di settembre. Fu inserito nel calendario della Coppa del mondo di ciclismo su strada dal 1989 in poi.

## Albo d'oro
Aggiornato all'edizione 1991.
| Anno | Vincitore             | Secondo              | Terzo                 |
| ---- | --------------------- | -------------------- | --------------------- |
| 1988 | Superconfex-Yoko      | Roland-Colnago       | PDM-Ultima-Concorde   |
| 1989 | TVM-Yoko              | Super U-Raleigh-Fiat | Histor-Sigma          |
| 1990 | PDM-Concorde          | ONCE                 | Buckler-Colnago-Decca |
| 1991 | Buckler-Colnago-Decca | ONCE                 | Panasonic-Sportlife   |